# 11465 Fulvio
A 11465 Fulvio (ideiglenes jelöléssel (11465) 1981 EP30) a Naprendszer kisbolygóövében található aszteroida. Schelte J. Bus fedezte fel 1981. március 2-án.

## Kapcsolódó szócikk
- Kisbolygók listája (11001–11500)